# 安河橋北駅
座標: 北緯40度0分39.78秒 東経116度15分49.91秒 / 北緯40.0110500度 東経116.2638639度
安河橋北駅（あんがきょうきたえき、中国語：安河桥北站、拼音：Ānhéqiáoběi zhàn）とは中華人民共和国北京市海淀区に位置する北京地下鉄4号線の駅である。

## 駅構造
島式ホーム1面2線及び相対式ホーム1面1線を有する4号線唯一の地上駅。

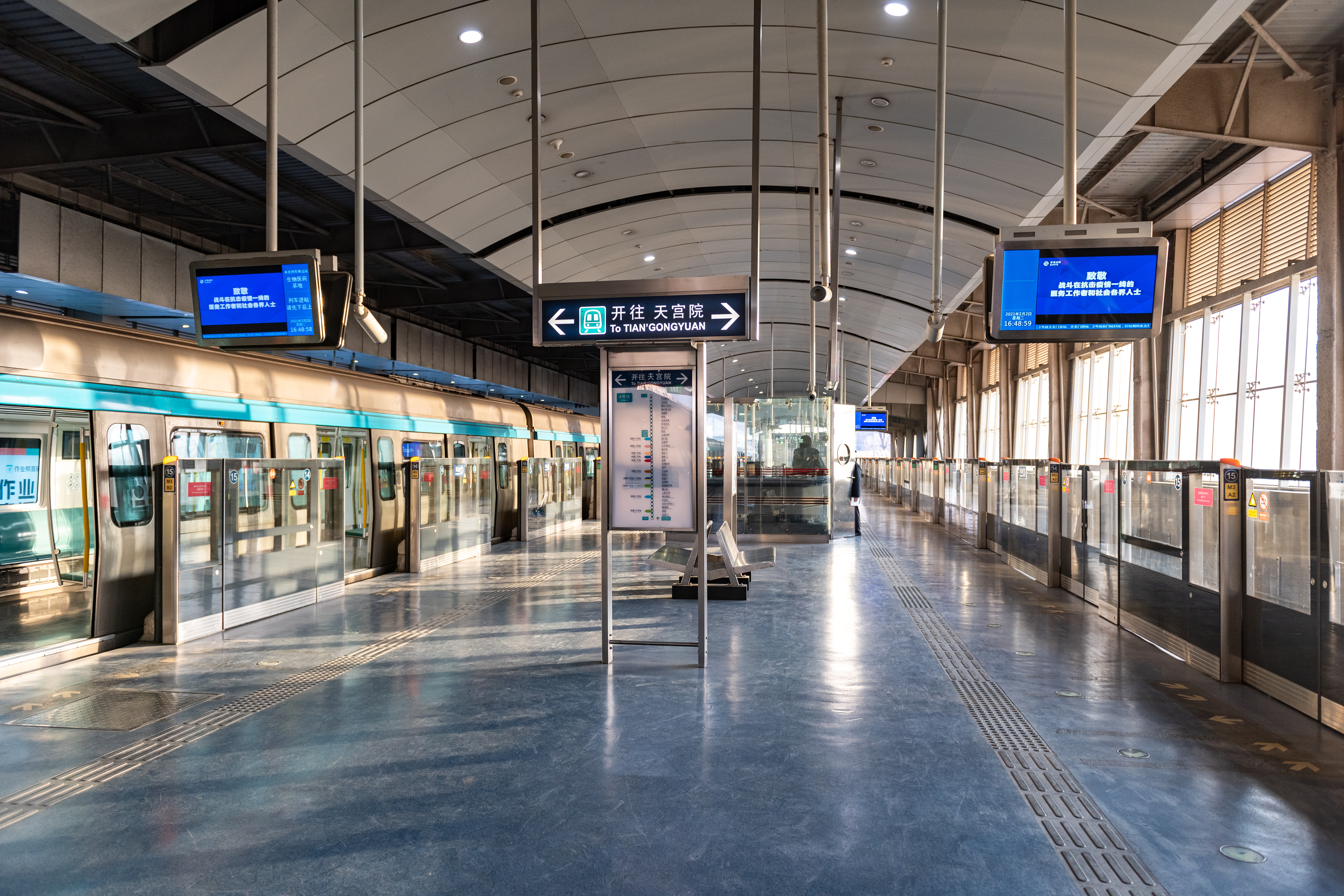
ホーム

## 歴史
- 2009年9月28日 - 開業。

## 隣の駅
北京地下鉄
■4号線
北宮門駅 - 安河橋北駅